# Samostan Tamšing
Samostan Tamšing , (Tamzhing Lhündrup) (Wylie: gtam zhing lhun grub chos gling) v okrožju Bumthang v osrednjem Butanu je najpomembnejši Nyingma gompa v Butanu. Njen tempelj in samostan sta izjemna zaradi neposredne povezave z butanskim tertönom in svetnikom, Pema Lingpa (1450-1521) in njegovim tulkujem. Sedaj je sedež Sungtrula Rinpočeja, sedanje govorne inkarnacije Pema Lingpe.
Tamšing sestavljajo razpadajoč tempelj in utesnjena vihara ('samostan'). Tu živi več kot 95 budističnih menihov. Marca 2012 je bil samostan predlagan za vpis na seznam Unescove svetovne dediščine. 

## Zgodovina
Tempelj je leta 1501 zgradil Pema Lingpa; stare stenske slike vsebujejo njegov portret in so med najzgodnejšimi v državi. 
Pred letom 1960 je bil Tamšing zasebni tempelj (kot mnogi drugi templji v Butanu). Ko je Pema Lingpa leta 1521 v templju umrl v starosti dvainsedemdeset let, so njegovi potomci prevzeli skrb za tempelj. Postopoma, v mnogih letih, je Tamšing postal zapuščen in zanemarjen. Tempeljsko dvorišče je bilo uporabljeno kot kašča in domačini so prihajali vse manj, razen posebnih dni.
Leta 1959, ko je veliko Tibetancev (vključno s sedanjim dalajlamo) pobegnilo iz svoje države zaradi strahu pred smrtjo, jih je veliko prišlo v regijo Bumthang, ki je zibelka budizma v Butanu.
V svojem času je Pema Lingpa dobil vizijo potovanja v Tibet, kjer je razkril zaklad, ki ga je pred več stoletji skril guru Rinpoče (Padmasambhava). Dali so mu zemljišče na območju Longti v dolini Siti in tam zgradil tempelj, ki se imenuje Lhalung. Ta tempelj je bil kasneje razširjen s tretjo (tibetansko) inkarnacijo. Pema Lingpa je pogosto potoval v Tibet in večina njegovih inkarnacij je bila tibetanska.
Deseta inkarnacija Pema Lingpe je umrla v Tibetu tik pred tibetansko diasporo. Leta 1960 je skupina treh menihov iz Lhalunga, ki jo je vodil Lhalungov drugi upravnik Thinley Kuenchap (umrl 1975), prišla v Tamšing, da bi tam ponovno vzpostavil skupnost menihov Lhalung.
Lopen Thinley Kuenchap je bil dobro poznan izgnanim tibetanskim menihom v Butanu. Ko so slišali o njegovem prihodu v Tamšing, so se mnogi konec leta 1960 zbrali tam in ustanovili sedanje stanje skupnosti. Sčasoma se je ta skupina povečala z 10 ali 15 menihov na več kot 95.
Ko je khudun, Lopen Kharma, leta 1980 prišel v Tamšing kot mlad fant, je večina starejših menihov iz Tibeta odšla, toda Lopen Tseten, ki je prišel iz Tibeta v Tamšing kot 10-letni menih leta 1960, je bil še vedno tam. Danes je Lopen Tseten vodja samostanske organizacije in njen višji učitelj.
Sedanji duhovni vodja Tamšinga je 11. inkarnacija Pema Lingpe, lame Sungtrul Rinpočeja (govorna inkarnacija), rojen leta 1967 v dolini Chumi v Bumthangu v Butanu.

## Tamšing danes
Temeljne naloge Tamšinga so poučevanje dharme, opravljanje verskih obredov za skupnost in izobraževanje mladih menihov. Ker Tamšing ni podprt od vlade, se sooča z vedno večjimi izzivi, ki jih postavlja vzdrževanje 95 menihov, medtem ko ohranja starodavne fizične strukture.
Večinoma mlajši od 15 let so menihi sirote ali iz zelo revnih družin, ki si ne morejo privoščiti, da bi svoje otroke poslale v državno šolo. Ker se gospodarstvo države spreminja in ko postaja kultura bolj izpostavljena, je neizogibno, da se preizkušajo nekateri stari načini podpiranja templjev in samostanov (ki so skladišča tradicionalne modrosti).
Tamšing nima dotacij in je brez podpore častilcev, njegova edina naloga je, da zadovolji potrebe skupnosti. Trenutno samostan deluje z izgubo.
Maslene svetilke so prižgane pred stenskimi posnetki za namene čaščenja, kar povzroča nekaj škode.

## Tamšing in butanski plesi
Tamšing je izvirni sedež svetih plesov, ki se praznujejo na tradicionalnih festivalih po celotnem Butanu. Po mnenju Josepha Houseala, direktorja Core ov Culture (Core of Culture Dance Preservation): 
Ples ... je živa tradicija njihove ustanovitvene identitete in način, s katerim je Pema Lingpa želel učiti svetovni budizem - in zaklad, ki ga je posebej zapustil tamšingovim menihom. To je eden od razlogov, zakaj smo se osredotočili na Tamšing: njihovi plesi so razkrili najbolj znane butanske svetnike, Tamšhing pa sam pleše pravilno ....
- Samostan Tamšing